# Mare Fecunditatis
Mare Fecunditatis (Mar da Fecundidade ou Mar da Fertilidade) é um mare lunar de 840 km de diâmetro. O Mare Fecuditatis formou-se na época pré-nectárica, e o material em torno do mare é da época nectárica. O material do mare é da época ímbrica superior e é relativamente fina comparada aos mares Crisium e Tranquillitatis. A bacia é sobreposta às bacias Nectaris, Tranqullitatis e Crisium, e encontra a bacia Nectaris ao longo de seu limite ocidental, sendo essa área acidentada por falhas geológicas. No lado oriental do mare encontra-se a cratera Langrenus, enquanto no centro encontram-se as crateras Messier (A e B). Uma extensão do Mare Fecunditatis, Sinus Successus, uma espécie de "baía" do Mare, encontra-se ao lado oriental da bacia.

Locais da superfície lunar, com os grandes mares e crateras lunares